# Подо-Калиновский сельский совет (Цюрупинский район)
Подо-Калиновский сельский совет (укр. Подо-Калинівська сільська рада) — входит в состав
Алёшковского района
Херсонской области
Украины.
Административный центр сельского совета находится в 
с. Подо-Калиновка
.

## Населённые пункты совета
- с. Подо-Калиновка
- с. Старая Маячка